# Glabellula unicolor
Glabellula unicolor är en tvåvingeart som beskrevs av Gabriel Strobl 1910. Glabellula unicolor ingår i släktet Glabellula och familjen svävflugor. Inga underarter finns listade i Catalogue of Life.